# عربة اسمها الرغبة (مسرحية)

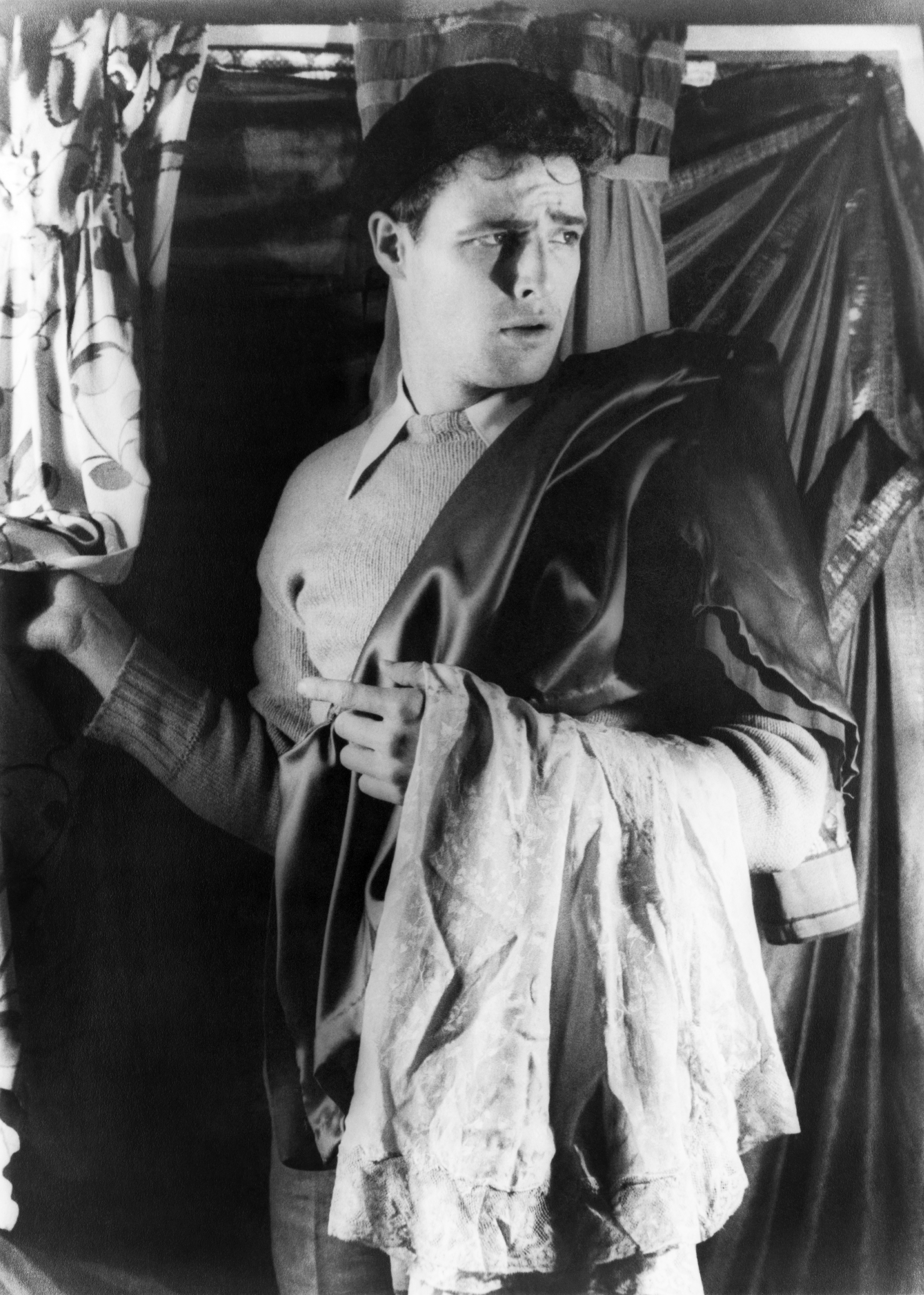
مارلون براندو ـ في الرابعة والعشرين من عمره ـ يلعب دور ستانلي كووالسكي في أول عرض للمسرحية على مسارح برودواي

عربة اسمها الرغبة أو عربة شارع اسمها الرغبة (بالإنجليزية: A Streetcar Named Desire)‏ هي مسرحية للكاتب المسرحي الأمريكي تينيسي وليامز نشرت سنة 1947، وحصل وليامز عنها على جائزة بوليتزر للدراما سنة 1948. عُرضت المسرحية للمرة الأولى على مسارح برودواي في مسرح إيثيل باريمور من 3 ديسمبر 1947 إلى 17 ديسمبر 1949.
قام بإخراج المسرحية في إنتاجها الأول في برودواي المخرج إيليا كازان ولعب أدوار البطولة فيها مارلون براندو وجيسيكا تاندي وكيم هنتر وكارل مالدن. أما أول عرض للمسرحية على مسارح لندن فكان في سنة 1949 ولعب أدوار البطولة فيه بونار كاليانو وفيفيان لي ورينيه أشرسون، وكان من إخراج السير لورنس أوليفييه.

## الحبكة
تسافر بلانش دوبوا من بلدة لاوريل الصغيرة في ميسيسيبي إلى الحي الفرنسي في نيو أورلينز، وذلك بعد خسارتها لمنزل عائلتها بيل ريف للدائنين. تسكن بلانش دوبوا مع شقيقتها الصغرى ستيلا وزوجها ستانلي كوالسكي. لا تمتلك بلانش -في الثلاثينيات من عمرها- أي أموال، وليس لديها أي ملاذ آخر.
تخبر بلانش شقيقتها بأنها قد حصلت على إجازة من عملها في تدريس اللغة الإنجليزية بسبب مشاكلها العصبية (الأمر الذي يتبيّن بأنه كذبة فيما بعد). تعرب بلانش عن أسفها بعد رؤية شقّة شقيقتها المتهالكة والمكوّنة من غرفتين. تعتقد بلانش أن ستانلي صاخب وعنيف، وتشير إليه في النهاية على أنه «سوقي». وفي المقابل، لا يكترث ستانلي لعادات بلانش، بل ويبغض وجودها في المنزل.
يستجوب ستانلي لاحقًا بلانش بشأن زواجها السابق. تزوّجت بلانش وهي صغيرة جدًا، إلا أن زوجها تُوفّي وتركها أرملةً وحيدةً. تسبّب لها ذكرى زوجها الميّت ضيقًا واضحًا. يخشى ستانلي من تعرّضه للخداع بشأن الميراث، فيطالب بمعرفة مجريات الأمور في بيل ريف؛ الذي كان مزرعةً كبيرةً ومنزلًا لعائلة دوبوا. تسلّم بلانش جميع المستندات المتعلّقة ببيل ريف إلى ستانلي، الذي يلاحظ وجود مجموعة من الرسائل من بينها؛ التي تقول بلانش إنها رسائل حبّ شخصية من زوجها المُتوفّى. يبدو ستانلي مدهوشًا بمشاعر بلانش العلنية لوهلة، ثمّ يخبرها بأن ستيلا ستحظى بطفل؛ الأمر الذي يأذن ببداية اضطرابات بلانش العقلية.
تلتقي بلانش بميتش -أحد أصدقاء ستانلي في لعب البوكر- في الليلة التي تلي وصولها إلى منزل شقيقتها، وذلك خلال إحدى ألعاب البوكر التي يقيمها ستانلي في المنزل. يتميّز ميتش عن بقية أصدقائه بأسلوبه الدمث. سرعان ما يتحوّل حديثهما إلى دردشة ودّية وغزلية، إذ تتمكّن بلانش من سحره بسهولة ويقعان في حبّ بعضهما البعض. ينفجر ستانلي في نوبة من الثمالة والغضب بعد استيائه المفاجئ من الانقطاعات المتكررة للعبة البوكر، ثم يهمّ بضرب ستيلا. تلجأ بلانش وستيلا إلى جارتهما يونس في الطابق العلوي. يستردّ ستانلي عافيته، ثم يصرخ من فناء المبنى في الأسفل مناديًا ستيلا مرارًا وتكرارًا إلى أن تنزل وتسمح له بحملها إلى السرير. تجلس بلانش برفقة ميتش على أسفل الدرجات في الفناء بعد عودة ستيلا إلى ستانلي، حيث يعتذر ميتش عن سلوك ستانلي الفظ.
تشعر بلانش بالحيرة بعد معرفتها بأن ستيلا ستعود إلى زوجها المسيء بعد نوبة العنف هذه. وفي صباح اليوم التالي، تهرع بلانش إلى ستيلا لتخبرها بأن ستانلي حيوان لاإنساني، إلا أن ستيلا تؤكّد لبلانش بأنها وستانلي على ما يرام. يسمع ستانلي هذا الحديث مصادفةً، إلا أنه يفضّل البقاء صامتًا. يدخل ستانلي إلى الغرفة فتقابله ستيلا بالعناق والقبل، وذلك في محاولة لجعل بلانش تدرك بأن رأيها السلبي بخصوص ستانلي غير مهم.
تمرّ الأسابيع وتستمر حالة التنافر بين بلانش وستانلي بالنمو. تعلّق بلانش آمالها بميتش، وتخبر ستيلا بأنها ترغب بالرحيل معه كي لا تزعج أحد بمشاكلها. تعترف بلانش لميتش خلال لقائهما بأنها قد تزوّجت سابقًا من شاب يُدعى آلان غراي؛ الذي اكتشفت لاحقًا بأنه على علاقة جنسية مع رجل كبير في السن. ينتحر غراي بعد أن أخبرته بلانش بأنها تشعر بالاشمئزاز منه. تلامس القصّة مشاعر ميتش، فيخبر بلانش بأنهما بحاجة بعضهما البعض. يبدو أن زواجهما مجرّد مسألة وقت.
وفي وقت لاحق، يخبر ستانلي زوجته بالإشاعات التي جمعها عن بلانش؛ يقول لها إن بلانش قد طُردت من وظيفتها في التدريس لتورّطها مع طالب دون السن القانوني، وأنها عاشت في فندق ذي صيت متعلّق بالدعارة (ذا فلامينغو). تنفجر ستيلا غضبًا بسبب قسوة ستانلي، وذلك بعد أن أخبرها بأنه قد ذكر هذه الإشاعات أمام ميتش. يتوقّف الزوجان عن العراك بسبب دخول ستيلا في المخاض وإرسالها إلى المستشفى.
يأتي ميتش إلى منزل ستانلي حيث تنتظر بلانش وحيدةً، ثم يواجهها بالقصص التي أخبره بها ستانلي. تنكر بلانش كل ما قيل في بادئ الأمر، لكنّها تعترف بصحّة هذه القصص في نهاية المطاف. تطلب بلانش المغفرة من ميتش، لكنّه يرفض إعطاءها فرصةً في علاقة كريمة بسبب غضبه والإهانة التي يشعر بها، ويحاول الاعتداء عليها جنسيًا. تحاول بلانش التهرّب فتصرخ «حريق» وتتجه إلى الخارج في حالة من الرعب.
تبقى بلانش وحيدةً برفقة ستانلي في المنزل قبل ساعات من ولادة ستيلا لطفلها. تدخل بلانش في عالمها الخيالي، إذ تعتقد أن شخصًا قديمًا من الراغبين في خطبتها سيأتي لدعمها ماليًا وسيأخذها بعيدًا عن نيو أورلينز. يجاري ستانلي هذه الكذبة قبل أن يستهزأ بها بغضب بسبب أكاذيبها وتصرّفاتها. يتقدّم ستانلي باتجاه بلانش، فتهدّده بضربه بواسطة زجاجة لكنّه يتمكّن من التغلّب عليها. يغتصب ستانلي بلانش، الأمر الذي يسفر عن تعرّضها لأزمة ذهانية.
تمرّ بضعة أسابيع ويجتمع ستانلي وأصدقاؤه للعب البوكر في المنزل، حيث تهمّ ستيلا وجارتها يونس بحزم ممتلكات بلانش. تعاني بلانش من انهيار عقلي كامل، ويترتب عليها الدخول إلى مستشفى للأمراض العقلية. لا تستطيع ستيلا تصديق أختها التي أخبرتها باعتداء ستانلي عليها. يصل طبيب وممرضة لأخذ بلانش إلى المستشفى، فتحاول بلانش مقاومتهما في البداية لكنّها تنهار على الأرض في حيرة من أمرها. ينهار ميتش بالبكاء أثناء جلوسه على طاولة البوكر. يحاول الطبيب مساعدة بلانش في النهوض، فتذهب معه بإرادتها قائلةً: «كائنًا من تكون- لطالما عوّلتُ على لطف الغرباء». تنتهي المسرحية مع محاولة ستانلي المستمرّة في مواساة ستيلا، وهو يدخل يده تحت قميصها؛ وذلك بينما تستمر لعبة البوكر دون انقطاع، فيقول ستيف: «اللعبة هي بوكر ستود ذو السبع بطاقات».